# 冰雪奇缘
《冰雪奇緣》是一部於2013年用電腦動畫技術製作成的音樂奇幻喜劇3D電影，由迪士尼動畫制作及迪士尼電影公司發行的第53部迪士尼經典動畫長片，改編自安徒生童话的《冰雪女王》。由珍妮佛·李編劇，克里斯·巴克和珍妮佛·李為聯合導演。配音人員包含克莉絲汀·貝爾、伊迪娜·曼佐、乔纳森·格羅夫、乔什·盖德和桑提诺·丰塔纳。电影的管弦配乐由克里斯托弗·贝克谱写，克莉絲汀·安德森-羅培茲和罗伯特·洛佩兹夫婦负责創作歌曲。
《冰雪奇緣》于2013年11月19日在美国加州好莱坞的酋長岩戲院首映，11月22日限量上映，11月27日在各大影院上映。該片因视觉效果、剧本、主题、音乐和配音等各方面表現皆十分優秀而廣受好评，一些影评人认为《冰雪奇緣》是自迪士尼復興以来最好的迪士尼动画片。非常成功的口碑为本片在全球各地收獲12.76亿美元的票房佳绩，並榮登2013年度全球電影票房冠軍。它超越了《玩具总动员3》（同為迪士尼发行）成為当时最高票房的動畫片以及票房最高的音乐电影，也是迪士尼电影公司第七部过10亿美元的电影。至2024年11月為止，位居世界电影史上票房收入第23高的电影，以及日本歷史票房第四高的电影。它也曾暫居美国票房最高的女性导演电影，直到2017年被华纳兄弟电影公司的《神奇女侠》超越。2014年，它的家庭媒体销量超过1800万，成为美国年度最畅销电影，以及截至2014年4月10日，电影原声带在美国公告牌专辑销量位居榜首長達九週，成为继以来最火热的原声专辑。到2015年1月，《冰雪奇緣》已经成为美国有史以来最畅销的蓝光光碟。
《冰雪奇緣》赢得第86届奥斯卡金像奖最佳动画长片和最佳原创歌曲（主题曲Let It Go）、第71屆金球獎最佳動畫片、第67届英国电影学院奖最佳动画电影、五個第41屆安妮奬（包含最佳動畫電影）、第57届格莱美奖最佳视觉媒体和最佳配乐歌曲（主题曲Let It Go）及第19届评论家选择电影奖最佳动画片奖和最佳原创歌曲（主题曲Let It Go）。
動畫短片續集《冰雪奇缘：生日惊喜》于2015年3月13日首映，動畫故事片《雪寶的佳節冒險》于2017年11月22日首映，動畫電影续集《冰雪奇缘2》于2019年11月22日在美國上映，動畫短片《雪寶的從前從前》於2020年10月23日上線Disney+。

## 劇情
北歐艾倫戴爾王國的公主艾莎天生擁有冰雪魔法。原本她和妹妹安娜和睦相處，感情融洽，但是艾莎在一次遊戲中不慎用魔法傷害到妹妹安娜，國王和王后急忙帶她們去尋求石精靈的幫助。石精靈長老佩比抑制住冰雪魔法對安娜的傷害，同時亦消除安娜所有有關艾莎擁有魔法的記憶，佩比向艾莎告誡她必須學會控制自己的魔法，否則她的魔力會將她帶往毀滅之路。事後國王和王后決定在艾莎能完全控制她的魔法前必須與安娜分開，艾莎因此長期與外界隔絕獨自生活在王宮的臥房內，但仍始終未能學會控制魔法，只能拚命地壓抑住自己天生的能力；而安娜則不明白為何父母不讓姊姊再陪伴自己，使她倍感寂寞。不久後，國王與王后在一次旅途中遇上海難而去世，獨留艾莎與安娜姐妹兩人。
三年後，21歲的王儲艾莎已到繼位年齡必須繼承王位成為艾倫戴爾的女王。雖然艾莎對於必須在眾人面前現身而滿心擔憂，但加冕典禮最終安然無事地結束，安娜也終於再一次和艾莎有互動。安娜在晚宴上邂逅來自南方小島的王子漢斯，兩人迅速墜入愛河後互訂終身，但當艾莎知道安娜完全不明白愛情的真正意思，也認為她和漢斯現在訂婚太過於莽撞，因此艾莎要求停止晚宴也拒絕給安娜與漢斯的祝福，當安娜為了向艾莎解釋她隱瞞自己的秘密時跟她有所爭執，促使艾莎在情緒激動下展露出她的冰雪魔法引發在場眾人一片譁然與恐懼，導致她選擇離開艾倫戴爾王國。當安娜與漢斯試圖追上並勸服艾莎時，他們發現艾莎過於強大的冰雪魔法已讓艾倫戴爾王國從盛夏進入寒冬，安娜對自己的魯莽行為感到很自責，她委託漢斯代替自己處理艾倫戴爾王國的局勢狀況，而自己則獨自去追尋艾莎，請求她回來並把王國恢復原狀。艾莎在抵達北山後將自己壓抑住的魔法盡情地釋放出來，更創造出一座冰宮殿決定永遠在此與世隔絕地生活，以確保安娜和王國不會被她的魔法所傷害，她還在無意中創造出有生命的雪人雪宝。
安娜孤身出發前去尋找艾莎路途中遇見冰匠阿克、馴鹿小斯和雪宝，在他們的陪同下抵達艾莎所在的冰宮殿。安娜告訴艾莎有關艾倫戴爾被她的魔法所影響進入寒冬的情況，安娜希望艾莎能把王國恢復原狀，並請求她回去。聽到此消息的艾莎表示自己無力控制魔法，更情緒失控釋放出一波冰雪魔法，意外擊中安娜的胸口。對鑄下大錯毫不知情的艾莎拒絕安娜的請求，還創造冰巨人棉花糖將安娜一夥人驅逐出北山。眼見安娜的身體變得越來越虛弱，被石精靈撫養成人的阿克帶她去尋求長老佩比的幫助。佩比指出安娜胸口內的冰塊即將冰封住她的心，唯有真愛之舉才能解救她，於是阿克就帶安娜回王國去找漢斯。
遲遲等不到安娜消息的漢斯率領一隊人馬前往冰宮殿把艾莎抓回艾倫戴爾，安娜接著也被阿克送回王宮。聽聞事情過程的漢斯對安娜露出真面目，他告訴安娜當初自己向她求婚只是因為覬覦艾倫戴爾的王位，等到成功和安娜結婚後就打算把艾莎除掉並控制王國。漢斯把安娜反鎖在房裡任由她逐漸被冰封，隨後向眾人撒謊指安娜已被艾莎的魔法所害，並宣稱安娜生前已與他訂下婚約，同時指控艾莎女王叛國，要將她處死。儘管艾莎用魔法成功脫逃，但她的懊惱卻引發更強大的暴風雪。正在離開艾倫戴爾的阿克看到暴風雪席捲王宮後，立刻折返去找安娜。雪寶找到虛弱的安娜得知漢斯的真面目後，向安娜表示其實阿克是真心愛她的真相。隨後，安娜在雪寶的幫助下離開王宮，去見阿克。
另一方面，漢斯追上艾莎，欺騙她說安娜已被她的冰雪魔法所害，深受打擊的艾莎跌坐在地上，暴風雪驟然停止。就在漢斯拔劍準備趁隙對艾莎下手時，與雪寶到城堡外找阿克的安娜目擊這畫面後，用最後的力氣衝向艾莎並用身體保護對方。在最後一刻冰雪魔法完全冰封住安娜，漢斯揮下的劍因此粉碎。當悲痛萬分的艾莎抱著已成為冰雕像的安娜啜泣時，冰雕像開始融化，安娜恢復了生命。原來安娜自我犧牲拯救艾莎的舉動反應出她對艾莎的真愛，冰雪魔法因此被消除。艾莎終於了解到真愛才是控制冰雪魔法的關鍵，成功地讓艾倫戴爾從寒冬恢復成盛夏，姊妹倆之間的隔閡也不復存在。艾倫戴爾恢復生氣蓬勃的景象，漢斯被逮捕和遣送回國。安娜送阿克一匹新雪橇並獻上真摯的親吻。艾莎為雪寶創造一朵會下雪的雲朵，讓他在夏天時亦不會融化。片尾彩蛋中，冰巨人棉花糖在冰宮殿撿到艾莎丟下的王冠，將它戴在頭上開心地微笑著。

## 配音員及角色名稱
| 配音 | 配音                                                             | 配音 | 配音                                                                                      | 角色              | 角色                 |
| 美國 | 台灣                                                             | 香港 | 中國大陸                                                                                  | 中文名            | 英文名               |
| --- | ---------------------------------------------------------------- | --- | ----------------------------------------------------------------------------------------- | ----------------- | -------------------- |
| 克麗絲丁·貝爾 莉薇·史圖本納齊（5歲） 安加薩·里·蒙（9歲） 凱蒂·洛佩茲（5歲唱） | Janet 劉軒蓁（唱） 沈衣芳（5歲） 梁博堯（5歲唱） 詹蕙瑜（9歲唱） | 糖妹 梁菀桐（5歲唱） | 張安琪 李瀟瀟（唱）                                                                       | 安娜              | Anna                 |
| 伊迪娜·曼佐 艾娃·貝拉（8歲） 史賓瑟·雷西·甘納斯（12歲） | 劉小芸 穆宣名（8至12歲） 林芯儀（唱）                            | 黃紫藍 白珍寶（唱） | 周帥 胡维纳（唱）                                                                         | 艾莎              | Elsa                 |
| 喬納森·格羅夫 泰利·布朗（幼年） | 張騰                                                             | 陳旭恆 | 趙乾景                                                                                    | 基斯托夫 台譯：阿 | Kristoff             |
| 乔什·盖德 | 林暐恆（阿Ken）                                                  | 少爺占 | 吳磊 劉維（唱）                                                                           | 雪宝（雪人）      | Olaf                 |
| 桑提諾·馮塔納 | 王辰驊 謝文德（唱）                                              | 張預東 杜偉恆（唱） | 刘北辰 張江（唱）                                                                         | 漢斯              | Hans                 |
| 艾倫·圖克 | 孫中台                                                           | 李忠強 | 程玉珠                                                                                    | 威斯頓公爵        | The Duke of Weselton |
| 希朗·漢德 | 王希華                                                           | 葉振邦 | 戴學廬                                                                                    | 佩比爺爺          | Grand Pabbie         |
| 克里斯·威廉斯 | 夏治世                                                           | 邱萬城 | 赵铭                                                                                      | 奧肯              | Oaken                |
| 瑪伊亞·威爾森 | 龍顯蕙                                                           | 莫蒨茹 |                                                                                           | 布達              | Bulda                |
| 保羅·布里格斯 | 周寧                                                             | 葉振邦 |                                                                                           | 棉花糖            | Marshmallow          |
| 毛利斯·拉馬齊 | 康殿宏                                                           | 關信培 | 郭易峰                                                                                    | 安格纳国王        | King Agnarr          |
| 珍妮佛·李 | 劉小芸                                                           | 潘麗芳 |                                                                                           | 伊杜娜皇后        | Queen Iduna          |
| 法蘭克·華爾克 | 使用原音                                                         | 使用原音 | 使用原音                                                                                  | 小斯（馴鹿）      | Sven                 |
| 愛娃·阿克斯 史蒂芬·阿伯托里納 安納雷·艾希弗德 奇克·貝利 珍妮卡·伯吉爾 大衛·伯特 保羅·伯傑斯 伍迪·巴克 珍恩·克里斯多夫 路易斯·齊雷 溫蒂·卡特 泰瑞·道格拉斯 艾迪·富森 吉恩·吉爾平 杰姬·哥內魯 | 姜瑰瑾 錢欣郁 李勇 姜先誠 劉安 B.L. 鈕凱暘 熊翊灃 林原生         | 郭碧珍 黎景全 陳美鳳 張振聲 黃文偉 馬慧琪 梁綺庭 潘韋翰 莫子瑩 黃健寧 譚天樂 盧行偉 鄭佩嘉 陶衍澄 梁天朗 麥晉銘 張熒珈 黃偉年 高少華 李建良 陳振聲 陳仕文 張家碧 周昊航 黃健恆 葉子晞 曹潔敏 | 吴迪 张琦 戴學廬 程曉樺 郭易峰 孟祥龍 胡平智 林子傑 詹佳 張雨暢 戴超行 徐海龍 姜申 邵亦琛 | 未譯名            | 未譯名               |

## 配音工作人員
- 香港粵語版：郭碧珍（導演）、林小寶（翻譯）
- 臺灣中文版：王景平（導演）、林妙冠（翻譯）
- 中国大陆版：詹佳（導演）、陸瑤蓉（翻譯）

- 製作：
  - 香港粵語版：SDI Media （製作）、Shepperton International （混音）、周德鳴（製作統籌）、Disney Character Voices International, Inc. （粵語版製作）
  - 臺灣中文版：景平工作室（製作）、Shepperton International （混音）、周德鳴（創作總監）、Disney Character Voices International, Inc. （中文版製作）
  - 中国大陆版：上海电影译制厂（制作）、楊培德（錄音）、張拯、黃巍（混合錄音）

## 製作

### 背景
迪士尼公司創造安徒生《冰雪女王》改編版作品的計畫可往前追溯至1943年，當時華特·迪士尼考慮與高德溫製片（Goldwyn's studio）合作推出安徒生電影，然而在劇情上遇到困難，尤其是冰雪女王的部分，因為此角色對迪士尼與其麾下的動畫師而言太難創作。他們發現安徒生原著中.並未給出各個角色——也就是主角格爾達（Gerda，安娜的角色原型）和冰雪女王（艾莎的角色原型）之間的重大互動，安徒生甚至沒讓兩人之間發生衝突：當格爾達衝入冰雪宮殿拯救她那被冰雪女王擄走的青梅竹馬——凱伊、並融化他凍結的心時，冰雪女王已不知去向。而這並不足以構成一部夠長的動畫片，因此拍片計畫最後取消。繼華特·迪士尼本人之後的、保羅與蓋坦·布里兹兄弟、哈維·、迪克·宗達格（Dick Zondag）、及戴夫·高兹（Dave Goetz）等迪士尼都試著將這個有潛力的題材搬上大螢幕，但他們同樣沒有成功。

### 初始構思
2008年時，克里斯·巴克向迪士尼官方推銷自己編的新版冰雪女王，當時的製片計畫是打算將該片製成傳統2D動畫，並將片名取為「安娜與冰雪女王」（Anna and the Snow Queen，後來變成日本版片名）。但到了2010年時，該計畫再度碰到了前輩們所遇的相同瓶頸。
隨著《魔髮奇緣》在2010年上映後獲得成功，迪士尼將2013年11月27日宣布為本片的上映日，並把片名改為「Frozen」，而彼得·德維寇和約翰·拉薩特也成為了監製人。由於「冰雪女王」的改編計畫得到了起死回生的機會，巴克與其團隊就勢必要解決角色設定的問題。
監製德維寇表示：「最初版本中的冰雪女王被設定的更偏向於反派角色，但是後來這角色讓人難以激起共鳴、難以讓人了解她的為人、所作所為或背後緣由，她就像是被孤立在城堡裡面一樣」，之後腳本被送到拉薩特手中，接著整個製作團隊開了一場會議，聽拉薩特的想法。參與片中設計的邁可·吉亞莫（Michael Giaimo）事後回憶拉薩特當時說「你們刻劃得不夠深入」，拉薩特雖然稱讚巴克推出的版本欣賞起來很輕鬆有趣，但角色們仍沒有產生共振，面向不夠多，無法讓觀眾對它們感同身受。
當時故事的主角已經設定為三位：安娜、冰雪女王艾莎和阿克（角色原型為凱伊），但他們之間的角色關係和聯繫仍不夠強。這僵局的轉捩點發生在編劇組，其中一位組員提出了「如果安娜和艾莎是姊妹的話呢？」的疑問之後，這道長期的問題便迎刃而解，因為兩位主要角色之間有了親人的連結，使得混沌不清的劇情變得易於鋪陳和解釋，導演珍妮弗·李表示「這戲劇性地扭轉了整個故事」，並解釋說在那之後，劇情的主軸從原本的正邪對決，變成了愛與恐懼之間的角力。

### 技術

製作時的測試片段，顯示了最後在電影中呈現的雪地材質與物理效果

《冰雪奇緣》與《魔髮奇緣》和《无敌破坏王》類似，採用電腦合成影像（Computer-generated imagery，CGI）與傳統手繪動畫製成出獨特的風格。為了營造出大量的銀白雪國場景，製作團隊找來專門研究雪花的物理學家現場製雪，也為了片中雪景的真實感，繪製約2,000多種不同形狀的雪花。为了制作雪后精雕細琢的冰造城堡，製作團隊特意到魁北克考察當地冰宮飯店 Hôtel de Glace ，觀察光線碰到冰牆的折射反映所設計而出。光是城堡的一個鏡頭，就需要50位動畫師花費30個小時製作，讓人彷彿置身真實的冰雪世界。後來 Hôtel de Glace 真的特别做了一個以本片为主題的廂房。

### 人物與美術設計
電影中冰天雪地的場景及冰雪女王艾莎的人物造型由臺灣資深動畫設計師林余姿（Vicky Lin）參與製作，並以幫女兒裝扮的方式來預覽艾莎的造型。林余姿表示艾莎是造型變化最大的角色，她從壓抑、保守到最後釋放壓力，完全變了一個人。艾莎逃離王宮前穿深綠、紫色的王袍並盤髮，而之後不僅散開頭髮，也換成一身銀藍色的長紗裙，從公主變成冰雪女王。此外她的頭髮也從之前的香檳色變成了近似白雪般的淺金色。此外，本片中運用了許多挪威文化元素，艾莎和安娜等數個角色的服裝亦融入了挪威傳統民俗藝術「樂斯梅林彩繪」的設計風格。

### 音樂

#### 劇中採取的歌曲
《冰雪奇緣》音樂編寫與合成是由克莉絲汀·安德森-羅培茲與勞勃·羅培茲夫婦共同完成，在劇本最後版本確定後,沒有使用他們全部的音樂，其中被選用的歌曲 For the First Time in Forever 與 Love is an Open Door 因為劇情對白需要修改或增加歌詞，所有的試聽版（Demo）是由該夫婦在家中錄製，部分歌曲由其兩名女兒（Katie、Annie）配唱，其亦擔任電影中兒時艾莎一角的配音與配唱。
| 版本                                                                            | 版本                                             | 版本                                                                               | 版本 |
| 美國                                                                            | 香港                                             | 臺灣                                                                               | 中国大陆 |
| ------------------------------------------------------------------------------- | ------------------------------------------------ | ---------------------------------------------------------------------------------- | --- |
| Frozen Heart 演員合唱                                                           | 冰山深處樁 主唱： 梁偉基、鄧祟山、阮一帆、梁朗賢 | 冰凍之心 主唱：韓卓軒、顏仁宣、謝文德                                              | 凍結的心 演唱：王筱海、溫勇、李冰、 杜文江、李繼祥、王绍博、張猛、李欣                                                 |
| Do You Want to Build a Snowman 演唱：Kristen Bell, Agatha Lee Monn, Katie Lopez | 你要雪人砌幾呎高 主唱：黃山怡、梁菀桐            | 想不想要做個雪人 主唱：梁博堯（5歲安娜）、 詹蕙瑜（9歲安娜）、 劉軒蓁 （15歲安娜） | 你想不想堆个雪人 演唱：李瀟瀟                                                                                          |
| For the First Time in Forever 演唱：Kristen Bell, Idina Menzel                  | 從未出現的感覺 主唱：黃山怡、白珍寶              | 前所未有的感覺 主唱：劉軒蓁、林芯儀                                                | 好久沒在生命裡 演唱：李瀟瀟、胡維納                                                                                    |
| Love Is an Open Door 演唱：Kristen Bell, Santino Fontana                        | 愛是大門開 主唱：黃山怡、杜偉恆                  | 愛要說出口 主唱：謝文德、劉軒蓁                                                    | 愛的門打開了 演唱：李瀟瀟、張江                                                                                        |
| Let It Go （插曲版） 演唱：Idina Menzel                                         | 冰心鎖 主唱：白珍寶                              | 放開手 主唱：林芯儀                                                                | 隨它吧 演唱：胡维纳 |
| Reindeer(s) Are Better Than People 演唱：Jonathan Groff                         | 鹿勝於人 主唱：陳旭恆                            | 別讓風雪掩埋愛 主唱：張騰                                                          | 馴鹿的心地比人好 演唱：趙乾景                                                                                          |
| In Summer 演唱：Josh Gad                                                        | 夏想 主唱：少爺占                                | 幻想夏天 主唱：阿Ken                                                               | 在夏天 演唱：劉維 |
| For the First Time in Forever (Reprise) 演唱：Kristen Bell, Idina Menzel        | 誰能脫去無形心鎖 主唱：黃山怡、白珍寶            | 前所未有的感覺（Reprise） 主唱：劉軒蓁、林芯儀                                     | 好久没在生命裏（旋律再现） 演唱：李瀟瀟、胡維納                                                                        |
| Fixer Upper 演員合唱                                                            | 錯漏有得救 主唱：少爺占、郭嘉碧、梁偉基、梁菀桐  | 整頭整腦 主唱：韓卓軒、顏仁宣、謝文德、 梁博堯、梁睿恆、蕭蔓萱、 林美滿、黃秀偵    | 改善目標 演唱：趙靖、胡皓 合唱：胡維納、李瀟瀟、陳聆子、 田穎、劉純妍、劉維、趙靖、胡皓、 肖灑、王琦瑋、張珈郡、孟京輝 |
| Let It Go（片尾版） 演唱：Demi Lovato                                           | 使用原音                                         | 使用原音                                                                           | 隨它吧 演唱：姚貝娜 |
|                                                                                 | 音樂監製：梁偉基 填詞：岑偉宗                    | 音樂監製：謝文德、王景平 填詞：曾詩淳、李勇、劉小芸                                | 中文歌詞：陳少琪 中文版音樂製作人員：陳少琪、胡皓、李瀟瀟、張拯 中文版音樂錄音：趙靖、張柏寧、黃巍                     |

#### 在劇中沒出現的歌曲
| 刪除曲名                   | 備註 |
| -------------------------- | --- |
| We Know Better             | 第一首作出的歌曲，寫給兩位叛逆的（rebellious）小公主。 僅有前半段，設定為安娜小嬰兒而艾莎則是四歲，小孩由其子女配唱。 |
| Spring Pageant             | 眾多初稿中，原本有“石頭精靈對艾莎發佈神諭（prophecy）”的劇情，並通過這一首歌介紹神諭的內容。 該歌曲是以“小孩排練（children's pageant）”的方式介紹神諭，小孩由艾莎配音員的子女配唱，但由於和《瘋狂動物城》的開投重複而被取消。                      |
| More Than Just The Spare   | Spare 為備位之意，初期故事草稿。 艾莎為 Heir （繼位者），安娜被過度解讀為不必要的備位繼承者，原為安娜的初登場歌曲。 |
| You're You                 | 原本為安娜與漢斯墜入愛情的歌，但因為歌詞太過老套，只是漢斯勸說安娜做自己，因此被勒令重寫，是《Love is an Open Door》的前身歌曲。 |
| Life's Too Short           | 原設計是在安娜到了冰宮後，她和艾莎二人對唱的歌曲。 在這個版本中，艾莎誤認為“安娜对她的关心是谎言，安娜的真实目的是想抓艾莎去坐牢，然後自己登基為女王”，这种思维误区让兩人重逢後开始吵架，最後變成一場各說各話的辯論。為《Fixer Upper》的前身歌曲。 |
| Life's Too Short (Reprise) | 原來設計是艾莎被關入監牢，安娜即將被凍死，兩人在臨死前終於解開了誤會，通過一首歌了解了對方的價值觀。 |
| Reindeer(S) Remix          | 編寫音樂到尾聲時才發現給男主角的歌曲篇幅太少。 原構想是請乔纳森·格罗夫配唱此版本放入片尾的玩笑版，最後沒有採用，而把馴鹿之歌提前到劇情的中段部份。                                                                                                 |

未被電影採用歌曲收錄在《冰雪奇緣》原聲帶豪華版（Original Sound Track Deluxe Edition）。

※ 歌曲順序是依照出場或專輯順序列出。

## 发行

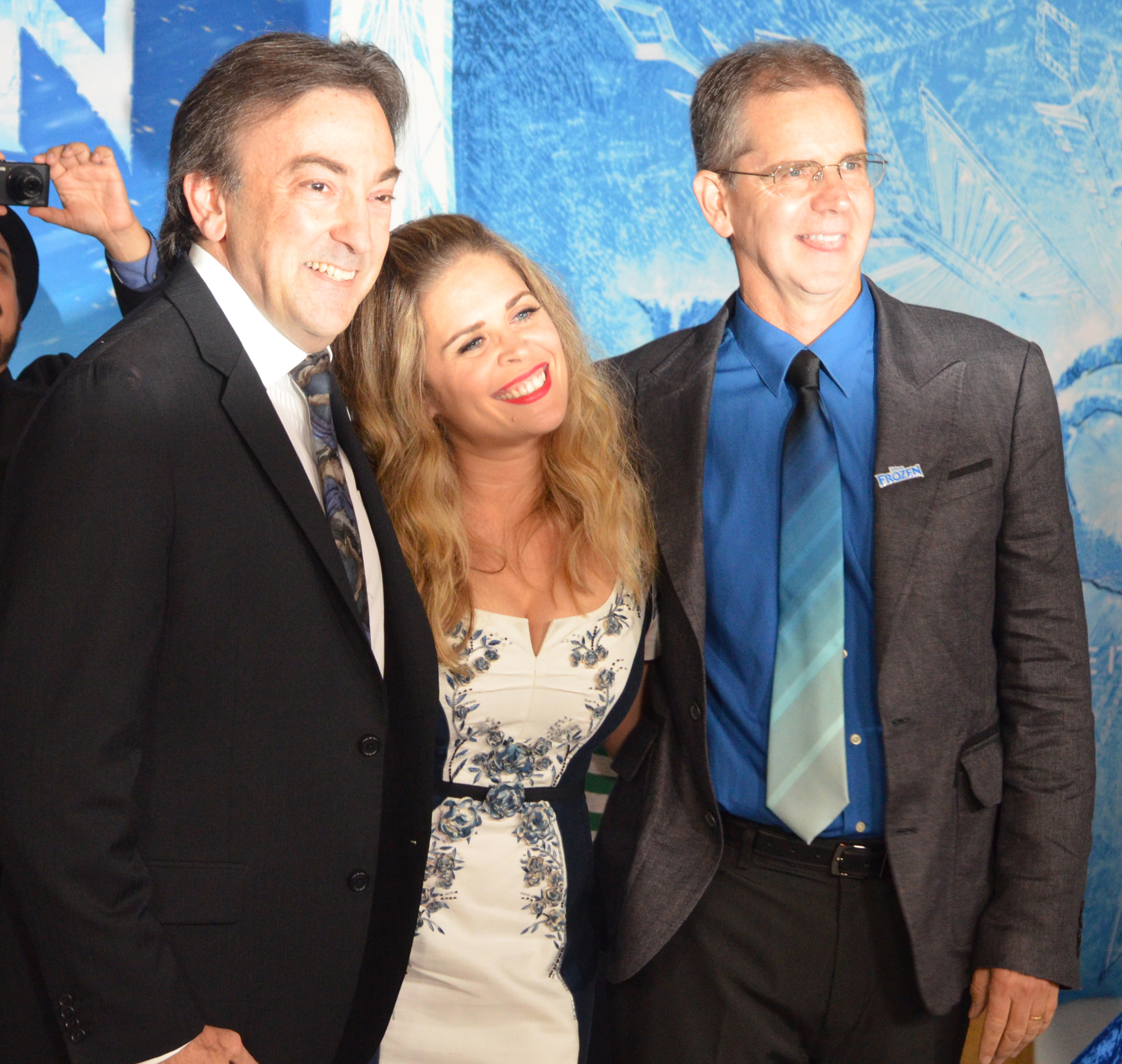
製作人彼得·德維寇、編劇兼導演珍妮佛·李、導演克里斯·巴克參加於美國加州好萊塢舉行的首映典禮

2013年6月18日发布前導预告片，正式预告片則是9月26日。影音數位格式与光碟格式分别于2014年2月25日和3月18日发行，蓝光BD在开卖当日就狂卖320万张，成为20年来家庭娱乐节目的销售记录之一。同时《冰雪奇缘》原声带十三次夺得billboardtop200专辑榜冠军，至今原声带已售出353万份，单曲销售量突破700万。

### 评价
烂番茄新鲜度90%。在Metacritic上，電影獲得74分。媒体综评89分，故事、音乐、特效和配音都获得普遍好评。被《时代周刊》选为年度十佳影片第七名。

### 票房
到2014年8月13日為止，《冰雪奇緣》在美國與加拿大獲得的票房以達$400,738,009美元，其他國家亦有共達$875,742,326美元的票房，全球票房達$1,276,480,335美元。《冰雪奇緣》超越《玩具总动员3》成为史上第一賣座的動畫片，2013年第一賣座的電影、第一賣座的動畫片。它的票房也超越同是華特迪士尼動畫工作室出品的《獅子王》。《冰雪奇緣》是史上第二十三賣座的電影，首周就獲得1.106億美元的全球票房。

#### 北美票房
美国首周末收获6670万美圆次于《饥饿游戏2：星火燎原》列第二位。次周末收获3164万列第一位。第三周末收2218万列第二，累计1.64亿。第四周末收2885万蝉联亚军，累计2.48亿。第五周再次以2072万的周末成绩强势登顶。影片在票房榜前十中停留长达16周之久，创下2002年以来的最长记录。北美票房最终突破4亿。
| 上一届： 《饥饿游戏2：星火燎原》 | 2013年美國週末票房冠軍 第49周 | 下一届： 《》         |
| 上一届： 《》                    | 2014年美國週末票房冠軍 第1周  | 下一届： 《紅翼行動》 |

#### 海外票房
按總票房收入而言，日本是北美之外最大的海外票倉，約收入2.48億美元（突破254.6億日圓，觀影人次超過2000萬，连续十六周蟬聯該國周末票房冠軍），第二及第三則為韓國（7,690萬美元）及英國（6,530萬美元，計入愛爾蘭及馬爾他票房）。
香港方面，於2013年12月19日上映，上映首周票房為472萬港幣，排名第二；落後由劉德華主演的《風暴》。但截至2014年2月2日，票房直逼港幣兩千萬，達到19,230,849港幣。
台灣方面，於2013年12月27日上映，上映首週的臺北周末票房約551萬新台幣，排名第三；落後第一名由基努·李維主演的《浪人47》、第二名由班·史提勒主演的《白日夢冒險王》。截至2014年2月18日止，台北周末票房累積為5,286萬新臺幣。至2014年3月3日，全臺票房累積已破1億新臺幣。之後於2015年2月2、3日，在沒有特別宣傳的情況下，於台北市日新威秀影城，重新上映了兩個場次。
中國大陸方面，於2014年2月5日上映，适逢春节期间，因与《爸爸去哪儿》、《西遊記之大鬧天宮》等大规模宣传的“合家欢电影”档期撞车，排片率极低，首日排片率不足10%，而且本片在中国的前期宣传不足，因此上映之初票房不尽人意。上映首周票房仅8551万元人民币，仅排名第四，远低于前三名逾亿元人民币的票房。但影片得到了中国观众的普遍好评，较低的排片率也引发观众的不满和业内人士的争议。随后其票房逐渐上涨，截至2月16日，本片在中国的总票房为1.91亿元人民币，仍远少于同期在中国上映的几部热门影片。3月3日奥斯卡获奖后，档期被延至3月20日。最终票房成绩为2.98亿人民币。
日本方面，於2014年3月14日上映，為全世界最晚上映的國家，上映5日觀影人數便超過100萬人。2014年4月29日上映1個半月觀影人數超過1000萬人，票房達到128億日圓，是繼2008年吉卜力工作室出品的《崖上的波妞》後，日本再次出現觀影超過1000萬人次的電影。2014年6月2日，觀影人數達到1601萬人，超過《哈利·波特－神秘的魔法石》，票房收入達到212億日圓，成為繼、《神隱少女》、《哈利·波特－神秘的魔法石》之後第四部票房突破200億日圓的電影。
日本票房最終達到254億7000萬日圓，是《冰雪奇緣》在美國本土之外票房最高的國家，是日本影史上第3高票房的電影，僅次於《神隱少女》(304億)和(262億)，觀影人數達到2千萬474人，是日本影史觀影人數第2高的電影，僅次於《神隱少女》(2350萬人)，《冰雪奇緣》也是日本2014年票房冠軍。

## 獎項
《冰雪奇緣》获得多项大奖的提名，其中有一些奖项夺得桂冠，包括数项最佳动画片奖。歌曲《Let It Go》获得普遍好评。影片在第71屆金球獎中获得两项提名，赢得最佳動畫長片，成为第一部斩获该类别奖项的華特迪士尼動畫工作室电影。该片赢得第86届奥斯卡金像奖最佳動畫長片、英国电影学院奖最佳动画长片奖、五项安妮奖（包括最佳動畫長片）和评论家选择奖最佳動畫長片奖，主题曲《Let It Go》赢得最佳原創歌曲奖和评论家选择电影奖最佳電影原創歌曲。影片在卫星奖或是其他影片团体和人士中也收到类似提名。

### 殊榮
作曲家克莉絲汀·安德森-羅培茲與勞勃·羅培茲被美國《時代雜誌》選為2014年國際百大具有影響力的人士。
雅虎日本新聞部平成編年史：平成時代6部頂級動畫之一。
2022年，《IndieWire》列出21世紀最佳41部動畫電影名冊裡，本片排名第28名。

## 花絮
- 在劇中，《魔髮奇緣》的樂佩和尤金·費茲柏特都一起出現在艾莎的加冕典禮中，客串時間約2秒[59]。
- 《魔髮奇緣》的取材畫作-法國羅可可時期畫家讓·昂諾列·弗拉戈納爾的作品「鞦韆」出現於艾倫戴爾的王宮牆壁上[60]。
- 如果把影片看到最後（走完列表字幕），觀眾就會發現：艾莎所創造的雪人守衛棉花糖拾到她遺下的王冠，它戴上後被愛的力量馴良了。
- 作為本劇的導演和無敵破壞王的編劇珍妮佛·李（Jennifer Lee），居然在2013 D23 Expo展覽的Twitter開玩笑說艾莎和破壞王雷夫會是可愛的情侶[61]，結果造就影迷們為他們起了Icebreaker（破冰者）的綽號。
- 鑑於阿克提及「所有男人都吃他们的鼻屎」，所以列表字幕中加入了附加字句，說明該想法和迪士尼工作室完全无关，請不要多加譴責其準確性。
- 《冰雪奇缘》改编自丹麦作家安徒生的童话《冰雪女王》。劇中漢斯（Hans）、阿克（Kristoff）、安娜（Anna）和小斯（Sven）的名稱來源是參考自安徒生的全名“漢斯·克里斯蒂安·安徒生”（Hans Christian Andersen）[註 2]。
- 為了紀念迪士尼創立90周年，復古版米奇的經典動畫短片《米奇拯救米妮大作戰（英语：Get a Horse!）》現身片頭，將經典的黑白2D手繪動畫融合彩色3D電腦動畫，值得一提的是，第一位為米奇配音的就是華特迪士尼先生本人，製作團隊特別擷取出58年前迪士尼先生曾經為米奇配音的作品原音注入這次作品的對白，以及米奇的哥哥幸運兔奧斯華也有客串其中，紀念意義十分重大。
- 有眼尖的影迷發現國王的樣子酷像華特迪士尼先生，從至令人聯想華特的兩個卡通「兒子」---米奇和奧斯華兩兄弟的遭遇（傳奇米奇），不約而同地與安娜和艾莎相近。
- 安娜在加冕日當天第一次走出城堡時高歌著「For the First Time in Forever」，而《魔髮奇緣》的樂佩也在第一次離開高塔時唱出了「For like the first time ever...」的歌詞。兩段歌詞在內容、出現橋段及表達的意涵上均有類似之處[62]。
- 在2013年6月前導、9月正式預告之間，日本迪士尼於7月公開了自行配音、配樂的宣傳預告[63]，其畫面完成度除艾莎蛻變[64]外，已跟正式版本相差無幾；另於8月美國流出的片段[65]，完成度則不及前述之日本宣傳預告版本；而兩者皆有的「這不是暴風雪，是我老姊發威！」（That's No Blizzard, That's My Sister!）橋段，正片雖無，但保留予正式預告中。

## 後續
FBR资本市场公司的分析師由《冰雪奇缘》熱賣程度估計可望於2018年推出續作，在迪士尼正式宣佈前相關人士對此守口如瓶。例如主唱伊迪娜·曼佐曾提及續集進行中，但後來接受NBC《TODAY》節目訪問改口只是假設，克莉絲汀·貝爾也說尚未放行，導演珍妮佛·李表示接下來為《冰雪奇缘》百老匯音樂劇改編工作，並沒有續集計劃。儘管種種否認，迪士尼終在2015年3月12日所舉辦年度股東大會上，宣佈《冰雪奇缘2》（Frozen 2）的計劃。
美國迪士尼的CEO羅伯特·艾格說，《冰雪奇緣》除了推出百老匯音樂劇計劃之外，還有書籍、主題樂園、遊戲還有各種周邊，在不久前公開作中人物加入影集《童話小鎮》的演出。冰雪奇緣的第一部短片《冰雪奇緣：生日驚喜》（Frozen Fever）於2015年3月貼片《灰姑娘》推出，第二部短片《雪寶的冰雪大冒險》（Olaf’s Frozen Adventure）於2017年11月22日貼片《尋夢環遊記》推出，第三部短片《雪人往事》（Once Upon a Snowman）則於2020年10月23日上線Disney+。
2015年3月12日克莉絲汀·貝爾宣布，《冰雪奇緣2》已經完成劇本，並在4月進行配音。其首个预告片于2019年2月13日上线YouTube，并以24小时内1.16亿观看量打破《超人总动员2》的记录成为YouTube上首日观看量最高的动画电影预告。电影于2019年11月22日上映。

## 条目注释
1. ↑  總共有：《新世紀福音戰士》、《魔法公主》、《神隱少女》、《魔法少女小圆》、《冰雪奇緣》、《你的名字》。
2. ↑  安徒生在丹麥語發音接近「安納生」

## 外部連結
- 魔雪奇緣官方網站 （页面存档备份，存于）
- 魔雪奇緣官方的Facebook專頁
- 互联网电影数据库（IMDb）上《冰雪奇缘》的资料（英文）
- 大卡通資料庫上《冰雪奇缘》的資料（英文）

- Box Office Mojo上《冰雪奇缘》的資料（英文）
- Metacritic上《冰雪奇缘》的資料（英文）
- 爛番茄上《冰雪奇缘》的資料（英文）
- AllMovie上《冰雪奇缘》的资料（英文）
- 開眼電影網上《冰雪奇缘》的資料（繁體中文）
- 时光网上《冰雪奇缘》的資料（简体中文）
- 豆瓣电影上《冰雪奇缘》的資料 （简体中文）